# Ctenotus schomburgkii
Ctenotus schomburgkii es una especie de lagarto del género Ctenotus, familia Scincidae, orden Squamata. Mide aproximadamente 48,09 mm.

## Distribución
Se distribuye por Australia, en Nueva Gales del Sur, Territorio del Norte, Queensland, Australia del Sur y Occidental.

## Taxonomía
Fue descrita por Peters en 1863.
Tratamiento taxonómico
La especie aparece registrada y publicada en Eine Übersicht der von Hrn. Richard Schomburgk an das zoologische Museum eingesandten Amphibien, aus Buchsfelde bei Adelaide in Südaustralien. Monatsber. königl. Akad. Wiss. Berlin. 1863 (April): 228-236.